# ديفين سميث (كرة سلة)
ديفين سميث (بالإنجليزية: Devin Smith)‏ مواليد 12 أبريل 1983 في نيو كاسل، هو لاعب كرة سلة أمريكي. بدأ مسيرته الاحترافية في سنة 2005. يحمل الرقم 6. يبلغ طوله 6 قدم 6 بوصة (2.0 م).

## المسيرة الاحترافية
لعب مع سان سباستيان غيبوثكوا بي سي في الدوري الإسباني من سنة 2005 إلى 2007، ثم لعب مع إس إس فليتشي سكاندون في الدوري الإيطالي في موسم 2007–2008، ثم لعب مع فنربخشة لكرة السلة في الدوري التركي في موسم 2008–2009، ثم لعب مع تريفيزو لكرة السلة في الدوري الإيطالي في موسم 2010–2011، ثم لعب مع مكابي تل أبيب لكرة السلة في سنة 2011.

## إحصائيات المسيرة
| † | يشير إلى المواسم التي فاز فيها بالبطولة |

### الدوري الأوروبي
| السنة    | الفريق                   | لعب | بدأ | دقيقة | ميداني% | ثلاثية | حرة  | ارتداد | صنع | استلاب | تصدي | نقطة | أداء |
| -------- | ------------------------ | --- | --- | ----- | ------- | ------ | ---- | ------ | --- | ------ | ---- | ---- | ---- |
| 2008–09  | فنربخشة لكرة السلة       | 14  | 3   | 24.5  | .411    | .234   | .667 | 3.4    | 1.0 | .5     | .6   | 7.9  | 5.6  |
| 2011–12  | مكابي تل أبيب لكرة السلة | 21  | 19  | 27.0  | .419    | .286   | .857 | 4.8    | .8  | .6     | .6   | 8.3  | 8.6  |
| 2012–13  | مكابي تل أبيب لكرة السلة | 25  | 24  | 28.5  | .436    | .377   | .844 | 4.0    | 1.6 | .7     | .7   | 11.5 | 10.5 |
| 2013–14† | مكابي تل أبيب لكرة السلة | 28  | 27  | 28.0  | .498    | .411   | .853 | 5.6    | 1.0 | .5     | .5   | 9.9  | 10.8 |
| 2014–15  | مكابي تل أبيب لكرة السلة | 25  | 25  | 31.8  | .458    | .376   | .833 | 6.1    | 2.5 | 1.0    | .6   | 15.0 | 16.1 |
| المسيرة  |                          | 113 | 98  | 28.3  | .450    | .356   | .826 | 4.9    | 1.4 | .7     | .6   | 10.8 | 10.9 |

### بطولات الدوري المحلية
| الموسم  | الفريق                      | الدوري                                    | لعب | دقيقة | ميداني% | ثلاثية | حرة  | ارتداد | صنع | SPG | تصدي | نقطة |
| ------- | --------------------------- | ----------------------------------------- | --- | ----- | ------- | ------ | ---- | ------ | --- | --- | ---- | ---- |
| 2005–06 | سان سباستيان غيبوثكوا بي سي | الدوري الإسباني لكرة السلة الدرجة الثانية | 39  | 32.1  | .526    | .322   | .664 | 5.9    | 1.2 | .9  | .6   | 16.2 |
| 2006–07 | سان سباستيان غيبوثكوا بي سي | الدوري الإسباني لكرة السلة                | 32  | 29.4  | .482    | .340   | .702 | 3.8    | 1.3 | 1.0 | .3   | 11.9 |
| 2007–08 | إس إس فليتشي سكاندون        | ليغا باسكيت الدرجة الأولى                 | 39  | 29.0  | .642    | .362   | .790 | 5.3    | 1.7 | 2.2 | .7   | 18.7 |
| 2008–09 | فنربخشة لكرة السلة          | الدوري التركي لكرة السلة                  | 38  | 22.7  | .584    | .384   | .683 | 4.7    | 1.7 | 1.0 | .7   | 11.1 |
| 2009–10 | بانيلينيوس                  | الدوري اليوناني لكرة السلة                | 33  | 27.9  | .566    | .350   | .634 | 5.2    | 1.7 | 1.0 | .6   | 13.5 |
| 2010–11 | تريفيزو لكرة السلة          | ليغا باسكيت الدرجة الأولى                 | 37  | 28.4  | .596    | .347   | .689 | 4.8    | 1.3 | 1.5 | .8   | 13.7 |
| 2011-12 | مكابي تل أبيب لكرة السلة    | الدوري الأدرياتيكي                        | 26  | 22.3  | .633    | .484   | .872 | 3.7    | 1.3 | .9  | .5   | 10.8 |
| 2011-12 | مكابي تل أبيب لكرة السلة    | الدوري الإسرائيلي                         | 21  | 23.9  | .638    | .435   | .757 | 4.4    | 1.5 | 1.0 | .5   | 13.4 |
| 2012–13 | مكابي تل أبيب لكرة السلة    | الدوري الإسرائيلي                         | 31  | 25.5  | .599    | .489   | .806 | 5.6    | 2.0 | 1.5 | .6   | 13.4 |
| 2013–14 | مكابي تل أبيب لكرة السلة    | الدوري الإسرائيلي                         | 27  | 26.3  | .675    | .387   | .808 | 5.9    | 1.4 | 1.0 | .5   | 12.5 |
| 2014–15 | مكابي تل أبيب لكرة السلة    | الدوري الإسرائيلي                         | 33  | 26.7  | .618    | .446   | .845 | 6.7    | 2.2 | .8  | .5   | 14.9 |

## روابط خارجية
- ديفين سميث على موقع الاتحاد الدولي لكرة السلة (الإنجليزية)
- ديفين سميث على موقع الدوري الأوروبي لكرة السلة (الإنجليزية)
- ديفين سميث على موقع الدوري الإسباني لكرة السلة (الإسبانية)
- ديفين سميث على موقع كرة السلة الأوروبية.كوم (الإنجليزية)
- ديفين سميث على موقع كلية كرة السلة في سبورتس رفرنس.كوم (الإنجليزية)
- ديفين سميث على موقع ريلجم (الإنجليزية)
- ديفين سميث على موقع بروبوليرز (الإنجليزية)
- ديفين سميث على موقع سبورتس رفرنس (الإنجليزية)